# Station Simandre-sur-Suran
Station Simandre-sur-Suran is een spoorwegstation in de Franse gemeente Simandre-sur-Suran.